# Vinojradne (Berezivka)
Vinojradne (en ucraniano: Виноградне, romanizado: Vynohradne) es un pueblo ucraniano perteneciente al óblast de Odesa. Situado en el suroeste del país, es parte del raión de Berezivka y del municipio (hromada) de Novokalcheve.

## Toponimia
El nombre del asentamiento en ruso es Vinográdnoye (en ruso: Виноградное). Desde su fundación hasta 1945, el pueblo se llamaba Worms (en alemán: Worms; en ucraniano: Вормс) por la ciudad alemana del mismo nombre.

## Historia
Vijoradne fue fundada por 65 familias en 1809 como la aldea luterana de Worms. La colonia tenía una iglesia luterana y fue uno de los centros del shtundismo. En 1873, algunos de los residentes emigraron a Estados Unidos.
En 1920, los colonos, junto con los petliuristas, provocaron un levantamiento antibolchevique. En 1925-1939, el pueblo de Worms formaba parte del raión alemán de Karl-Liebknecht (primero parte del ókrug de Mikolaiv y desde 1932, del óblast de Odesa).
Durante la retirada alemana en la Segunda Guerra Mundial, los residentes alemanes fueron desalojados a Warthegau en marzo de 1944.
En 1945, por decreto de la RSS de Ucrania el pueblo de Worms pasó a llamarse Vinojradne.

## Demografía
La evolución de la población de Vinojradne entre 1886 y 2001 fue la siguiente:
| 2120                                                          | 1659 | 1427 | 1187 |
| (Fuente: Cities & Towns of Ukraine y UKRAINE: Größere Städte) |      |      |      |

Según el censo de 2001, la lengua materna de la mayoría de los habitantes, el 92%, es el ucraniano; del 7,08% es el ruso.